# Bekir Yarangüme
Bekir Yarangüme (Aydın, 28 gennaio 1977) è un ex cestista turco.

## Carriera
Con la Turchia ha disputato i Campionati europei del 2009.

## Palmarès
- Campionato turco: 1

Ülkerspor: 2005-06
- Coppa di Turchia: 1

Türk Telekom: 2007-08